# Universo Marvel

Vari personaggi dellUniverso Marvel. Tavola promozionale per gli eventi di Civil War, disegnato da Steve McNiven.

L'Universo Marvel (in inglese Marvel Universe o abbreviato MU) è un universo immaginario nel quale si svolgono la maggior parte delle storie a fumetti pubblicate dalla casa editrice statunitense Marvel Comics.
Questo universo è contenuto nella finzione in un gruppo di molte dimensioni differenti, che sono, in un certo senso, tutte universi Marvel. In questo contesto, la linea temporale principale era chiamata Terra-616, ma dopo gli eventi di Secret Wars (2016) venne denominata Terra Prime. Esistono molti eroi in questa linea temporale. Tra questi ci sono Capitan America, Iron Man, Spider-Man, Daredevil, Deadpool e molti altri. 

## Storia editoriale

### Origini
Nonostante nel 1961 la concezione di un "universo alternativo" in cui vengono ambientate serie di fumetti non fosse una novità, lo scrittore/editore Stan Lee, assieme ad altri artisti come Jack Kirby e Steve Ditko, creano una serie di storie in cui gli eventi avvenuti in un numero hanno ripercussioni su quello seguente e molte altre avventure che vedono i personaggi crescere e cambiare. Il personaggio principale di una serie appare come ospite in altre collane. Non è la prima volta che due personaggi s'incontrano in questo modo (ad esempio Namor era stato rivale della Torcia Umana originale ai tempi della Timely Comics) ma è sicuramente la prima volta che i personaggi creati da una stessa casa editrice sembrano condividere lo stesso mondo. E infine molti degli eroi più famosi si coalizzano per formare una squadra (i Vendicatori). Una particolarità dell'Universo Marvel è che la maggior parte dei titoli si svolge nella città di New York. Viene inoltre data importanza al rendere le città e il mondo più realistici possibile, nonostante la presenza dei supereroi e dei supercriminali che influenzano le persone in vari modi.
Con il tempo, alcuni scrittori ed editori della Marvel decidono all'unanimità di creare un multiverso; questo metodo gli permette di dare origine a molti universi inventati che normalmente non si sovrappongono: ciò che accade sulla Terra-616 non influenza minimamente gli avvenimenti della Terra-1610, per esempio. Anche se in alcune storie, dei personaggi di una dimensione fanno visita a quelli di un'altra e viceversa.
Nel 1982, la Marvel Comics pubblica la miniserie Contest of Champions (uscita in Italia in For Fans Only n. 5 nel 1995, edita dalla Marvel Italia), nella quale la maggior parte dei supereroi esistenti in quel periodo si uniscono per sconfiggere una singola minaccia: questa è la prima miniserie della Marvel, ogni uscita contiene le informazioni biografiche di una parte dei più famosi eroi in costume; queste biografie sono precursori del famoso Manuale Ufficiale dell'Universo Marvel.

### New Universe
Nel 1985, in onore del venticinquesimo anniversario della Marvel Comics, l'editore Jim Shooter lancia la linea di fumetti del New Universe, che comprende le avventure dei D.P. 7, di Star Brand e di altri personaggi. Il New Universe dovrebbe essere una versione dell'Universo Marvel più realistica e con supereroi diversi, ma dopo una carenza di supporto editoriale e il disinteresse generale dei lettori, la serie viene cancellata dopo tre anni.

### La Rinascita degli Eroi e Ultimate Marvel
Dopo alcuni anni, siccome il numero di titoli pubblicati aumentava e la quantità delle storie vecchie si accumulavano, diventava più difficile mantenere la continuità e la coerenza interna. Ma, diversamente dal loro maggiore rivale DC Comics, la Marvel non aveva mai "resettato" la continuity degli eventi. Negli ultimi anni si è data importanza al creare storie più accessibili ai lettori principianti, ad esempio i numeri del crossover La Rinascita degli Eroi, nel quale i più importanti eroi dell'Universo Marvel sono esiliati in un universo "tascabile" per un anno. I titoli con più successo di questo tipo sono quelli di Ultimate Marvel, alcune serie di fumetti ambientate in un universo separato da quello Marvel. Le serie "Ultimate" in corso sono quelle degli X-Men, dei Vendicatori (gli Ultimates), dell'Uomo Ragno, dei Fantastici 4 e alcune miniserie tra cui quelle di Devil e Elektra.
Su questa continuity sono stati basati videogame (Ultimate Spider-Man e X-Men Legends 1 e 2) e due film di animazione (Ultimate Avengers e Ultimate Avengers 2). Sebbene non rispetti la storia originale Ultimate, nel videogioco Marvel: La Grande Alleanza tutti i personaggi sono ultimatizzati.

## Caratteristiche
L'Universo Marvel è il mondo reale e la continuity in cui è ambientata è denominata "Terra-616"; la Terra alla quale si riferisce è quella reale, con le stesse nazioni, personaggi politici o dello spettacolo, con gli stessi eventi storici come la Seconda guerra mondiale, la guerra del Vietnam, gli attentati dell'11 settembre 2001, per fare degli esempi, ma come contiene personaggi immaginari come i supereroi, così contiene anche molti elementi inventati come nazioni
(Wakanda, la Latveria e Genosha) e organizzazioni (l'agenzia di spionaggio governativa S.H.I.E.L.D. e la sua avversaria, l'Hydra). Inoltre comprende la maggior parte degli elementi della fantascienza e del genere fantasy come alieni, divinità, magia, poteri cosmici e tecnologie fantascientifiche o altro che non esiste nella realtà ma che in questo universo vengono considerati come reali.
Considerato che l'ambientazione delle storie è quella contemporanea e che i personaggi non devono invecchiare, allora l'impostazione delle storie deve essere aggiornata periodicamente; i personaggi creati negli anni sessanta ad esempio hanno la stessa età anche nel XXI secolo.
Le trame delle storie hanno uno sviluppo di pochi anni e gli eventi narrati nelle storie precedenti vengono considerati come accaduti qualche anno prima rispetto alla data di pubblicazione. Dove le storie di alcuni personaggi si riferiscono a fatti di storia realmente accaduti, queste citazioni vengono in seguito ignorate oppure modificate per adattarsi ai sentimenti e alle credenze moderne. Ad esempio nel caso di Iron Man, che secondo la tradizione è stato catturato in Vietnam durante la guerra, recentemente la sua prigionia e la cattura sono state "trasferite" in Afghanistan; lo stesso procedimento è stato usato anche per il Professor X, che però combatteva in Corea.
Tuttavia, ci sono alcune eccezioni a questo metodo. Spesso accade infatti che alcuni supereroi siano legati indissolubilmente ad un certo periodo di tempo. L'esempio più eclatante è Cap, che è rimasto un eroe della Seconda Guerra Mondiale per tutta la sua esistenza (il suo aspetto da giovane sui 25-30 anni, anche se la sua età effettiva sarebbe di 80 anni circa, è dovuto sia allo stato di ibernazione in cui si è trovato sia ad un certo periodo di tempo passato in un'altra dimensione). Altri esempi sono Punisher, un veterano della guerra del Vietnam, e il supercriminale Magneto, un ebreo sopravvissuto all'Olocausto.
È interessante il fatto che la Marvel Comics Company stessa esista nell'Universo Marvel, e alcuni personaggi dell'azienda come Stan Lee e Jack Kirby sono addirittura apparsi in alcune storie. La Marvel di questa dimensione pubblica fumetti che celebrano le avventure "attuali" dei supereroi (però tralasciando le loro identità segrete e altri fatti privati); molti di questi sono editi con il permesso del supereroe in questione, che spesso dona il denaro guadagnato ai poveri.

### Supereroi e supercriminali in costume
La tradizione di utilizzare costumi e identità segrete per combattere il male o per commettere azioni criminali esisteva già da tempo in questa dimensione (ad esempio, il Cavaliere Nero nel medioevo) ma questa tendenza acquista importanza nel Vecchio West americano con Phantom Rider. Durante il ventesimo secolo la tradizione viene ripresa prima da Capitan America negli anni quaranta e poi dai Fantastici Quattro.
Gli eroi più famosi della Marvel sono quelli creati tra il 1961 e il 1963, durante la cosiddetta "Età d'Argento": l'Uomo Ragno, Iron Man, il Dottor Strange, Devil, Thor, Hulk, Henry Pym, Wasp,  Vedova Nera, gli X-Men, i Fantastici 4 e Nick Fury. Diversamente rispetto alla DC, pochi dei personaggi degli anni quaranta sono presenti nelle collane di fumetti di questi anni; Capitan America è un'eccezione assieme a Namor, anche perché tutti e due questi personaggi sono stati ripresi e presentati al pubblico negli anni sessanta.
Tra i più importanti gruppi di supereroi ci sono i Vendicatori, gli X-Men e i Difensori. Tutti questi gruppi hanno vari schieramenti; ai Vendicatori in particolare hanno preso parte la maggior parte degli eroi. Gli X-Men sono un gruppo di mutanti creato dal Professor X e che include alcuni dei personaggi più popolari della Marvel, ad esempio Wolverine. I Difensori sono un team messo insieme dal Dr. Strange e che include Hulk, Namor e Silver Surfer.
Invece i maggiori gruppi di supercriminali sono i Signori del Male, l'Hydra e la Confraternita dei mutanti malvagi. Il primo gruppo corrisponde più o meno ad una versione cattiva dei Vendicatori, anche perché ne hanno fatto parte molti dei supercattivi della Marvel; Hydra è un'organizzazione di superterroristi gestita dal Barone Strucker. La Confraternita dei mutanti è il team antagonista degli X-Men, è stata fondata da Magneto con il proposito di far prevalere con la forza la razza mutante su quella umana. Da non dimenticare anche i Sinistri Sei, storico gruppo di villain di Spider-Man, sempre in continua evoluzione.
Durante gli ultimi cinque anni, molti supercriminali, un tempo in costume, sono stati raffigurati senza costume ma in vestiti normali. I fumetti pubblicati di recente indicano che questa tendenza è stata solo temporanea.

### Origini dei poteri sovrannaturali
Molti dei supereroi di Terra-616 devono i loro poteri all'intervento dei Celestiali, entità cosmiche che avrebbero visitato la Terra milioni di anni fa e fatto esperimenti sugli uomini delle caverne (un processo che era stato effettuato anche su molti altri pianeti). Questo produce la creazione di due razze nascoste, i semi-dei Eterni e i geneticamente instabili Devianti, oltre a fornire alcuni umani del "fattore-X" nei loro geni, che a volte si attiva da solo provocando l'apparizione di superpoteri o, a volte, causando modifiche a livello somatico, nel caso dei mutanti. Altre persone hanno bisogno di fattori esterni (come le radiazioni) per risvegliare i poteri. Secondo il profilo genetico, in alcuni individui l'esposizione a determinati agenti chimici, che normalmente causerebbero la morte, causa l'insorgere di capacità sovrumane. Tranne che per i poteri psichici, queste abilità sono distribuite a caso; raramente due persone hanno lo stesso tipo di poteri. Non è chiaro perché i Celestiali abbiano fatto questo, sebbene si sa che questi ultimi continuerebbero ad osservare l'evoluzione della specie umana. (Una miniserie Marvel chiamata Earth X spiega un possibile motivo: i supereroi avrebbero la funzione di proteggere un Celestiale che starebbe crescendo sulla Terra; tuttavia questa serie contrasta parecchi eventi della continuity dell'Universo Marvel). Nonostante ciò il supercriminale e antagonista degli X-Men, Vargas, afferma di possedere i suoi poteri dalla nascita anche se non possiede il fattore-X e il suo genotipo è uguale a quello di un uomo normale.
Altre possibili origini dei superpoteri possono essere, la magia, la manipolazione genetica o parti bioniche. Alcuni eroi e criminali non hanno alcun potere ma possono essere estremamente esperti nelle arti marziali oppure avere un equipaggiamento tecnologicamente avanzato. Nell'Universo Marvel la tecnologia è un po' più sviluppata di quella del mondo reale; ciò è dovuto a singoli individui di spiccata genialità come Reed Richards. Tuttavia, la maggior parte degli strumenti veramente tecnologicamente avanzati sono davvero troppo costosi per i semplici cittadini (come armature potenziate o raggi laser), e sono spesso nelle mani di agenzie governative come la SHIELD oppure in quelle di potenti organizzazioni criminali, ad esempio la AIM. La compagnia leader nella produzione di queste apparecchiature è la Stark International di Anthony Stark (Iron Man), anche se ce ne sono altre. Alcune tecnologie avanzate sono state fornite agli uomini da razze nascoste, alieni o viaggiatori del tempo come Kang il Conquistatore, conosciuto per aver influenzato l'industria robotica nel passato.
Nei supereroi l'energia richiesta per poter usare i propri poteri deriva dal proprio corpo, che viene usato come sorgente, oppure se la richiesta di energia eccede rispetto a quello che il corpo può contenere, arriva da un'altra fonte. Nella maggior parte dei casi, questa sorgente esterna è il "campo psichico universale", grazie a cui possono rifornirsi di energia.
La Marvel prova a spiegare la maggior parte dei superpoteri e delle loro fonti "scientificamente", spesso utilizzando concetti scientifici inventati, ad esempio:
- L'effetto a batteria; le cellule nel corpo hanno la stessa funzione di batterie, ricaricate attraverso l'energia che arriva da sorgenti esterne. Questo fatto avviene spesso con gli individui esposti ai raggi gamma come Hulk, che usano l'energia immagazzinata nel suo corpo. I poteri durano fino a quando rimane energia, quando finisce i poteri si "spengono".
- Il Potere Primordiale è una forza rimasta dal Big Bang ed è controllato dagli Antichi dell'Universo.
- L'energia psionica, una forma di energia invisibile e sconosciuta, generata da tutti i cervelli in vita, in grado di manipolare altre forme di materia e energia.
- Il campo psichico universale è una forza presente ovunque nell'universo, ma solo quelli che possiedono l'abilità di connettersi ad esso possono utilizzarne l'energia.
- La Forza Enigma è forse connessa con il Microverso ed è connessa con la fonte dell'Uni-Power, che può trasformare una persona in Capitan Universo.
- Lo spazio extradimensionale: dimensioni alle quali ci si può collegare per estrarre materia, che può essere raccolta in mini-universi tascabili ed utilizzata quando serve. Un certo tipo di particelle subatomiche chiamate "Particelle Pym" possono essere usate a questo fine. La materia extra-dimensionale può permettere ad alcuni eroi di diventare trasparenti o impenetrabile. Alcuni personaggi possono "trasformarsi" in materia inanimata o in pura energia, trasferendo i loro corpi nello spazio extra-dimensionale e rimpiazzando i loro con materia o energia di un altro universo, mentre le loro anime rimangono sulla Terra, per controllare i loro nuovi corpi. Il teletrasporto deriva anch'esso da questa "fonte": basta uscire da Terra-616 dal punto in cui ci si trova, trasferirsi in un'altra dimensione e rientrare nell'Universo Marvel in un altro punto.
- La Forza Oscura è una sostanza scura e sconosciuta proveniente da un'altra dimensione che può essere evocata e manipolata in vari modi: per creare buio impenetrabile, renderla solida in varie forme e assorbire l'"energia vitale" di altri esseri viventi. Questo materiale può essere usato per spostarsi dalla dimensione in cui ci si trova verso la Forza Oscura e viceversa, ma è molto pericolosa per chi non è in grado di utilizzarla. Alcuni credono che essa sia senziente e che possa avere un'influenza malefica su chi la usa. Il più famoso eroe con poteri di questo tipo è Cloak.
- La Luce Vivente è l'opposto della Forza Oscura: una forma di energia simile alla luce e che proviene da una sua dimensione, ma che possiede effetti curativi sulle forme di vita (tranne che su quelli costituiti di Forza Oscura o oscurità). Non si sa se è anch'essa autosufficiente. La partner di Cloak, Dagger, sembra essere l'incarnazione della Luce Vivente.
- Il Potere Cosmico è una forza che può alterare la realtà, permettendo all'utente di fare ciò che vuole (ad esempio rompere le leggi della fisica), l'unico suo difetto è l'alto costo di energia che richiede. Sembra che sia una parte dell'universo stesso e che Galactus ne sia la fonte e il padrone. Gli "Araldi di Galactus", tra cui Silver Surfer e Stardust, possiedono questo potere.
- La Magia appare nell'Universo Marvel come una forma di energia, eccettuato il fatto che può infrangere alcune leggi della fisica. Comunque, ha di per sé regole da seguire, tra cui il metodo di evocarla, spesso tramite incantesimi recitati. Sembra che la magia sia presente in ogni cosa, anche negli esseri viventi. Tutti gli umani nell'universo Marvel possono usare la magia, ma solo dopo un adatto allenamento, inoltre la maggior parte della popolazione è ignara di questo fatto. D'altronde potenti entità magiche da altre dimensioni hanno creato specifici e potentissimi incantesimi che possono essere usati da stregoni che invocano il loro nome. Un esempio paradigmatico è l'entità trina chiamata "Il Vishanti" - composta da Oshtur, Hoggoth e Agamotto - che funge da patrona per molti eroici maghi. Per ogni generazione è presente un mago sulla Terra con la funzione di proteggere l'universo da invasori mistici extra-dimensionale, questo stregone è conosciuto come il "Mago Supremo", una carica appartenente ora al Dottor Strange.
- Il Fuoco Infernale è una forza magica simile al fuoco, ma può essere freddo e danneggia maggiormente l'anima rispetto al corpo; è usato per la maggior parte da esseri demoniaci come Mefisto e Ghost Rider.
- Il Potere Arcano è una forma di energia esterna all'intero multiverso, certamente non di natura magica, come rilevato dal Dottor Strange. Il Potere Arcano costituisce una dimensione a sé e viene a contatto per la prima volta con il multiverso in occasione dell'acquisizione dei superpoteri da parte del supercriminale Molecola. Successivamente, l'intera dimensione si rivela senziente: incuriosita dal breve contatto con il multiverso, decide di studiarlo e di provare a comprenderlo; a tal fine, organizza le Guerre segrete, manifestandosi per la prima volta con il nome di Arcano. In un secondo tempo, questa entità - dotatasi di un corpo fisico - esplora il Pianeta Terra. L'Arcano è certamente uno degli esseri più potenti dell'Universo Marvel: neppure Galactus è in grado di opporsi a lui; l'Arcano, inoltre, dà prova della sua forza distruggendo in due occasioni un'intera galassia, combattendo contro i Celestiali e uccidendo la Morte stessa. Per quanto grande e superiore a qualsiasi essere o entità dell’intero Multiverso, tuttavia, il potere dell'Arcano sembra non essere del tutto infinito, e ciò si evince quando egli stesso sostiene che, se ucciderà la Morte, non avrà potere sufficiente per resuscitarla, anche se, paradossalmente a quanto dallo stesso affermato, riesce per l’appunto ad ucciderla per poi resuscitarla.

### Razze non umane
La condizione di paura paranoica verso i mutanti esiste a causa della credenza che i mutanti siano una razza o una specie (Homo Superior o Homo Sapiens Superior) e che vogliano soppiantare gli umani. Ciò ha provocato la formazione di organizzazioni con il proposito di sistemare la questione, questi possono essere divisi in tre gruppi: coloro che desiderano una coesistenza pacifica tra umani e mutanti (gli X-Men e i loro affiliati), quelli che vogliono schiavizzare o eliminare gli umani per salvaguardare i mutanti (Magneto, Apocalisse e i loro seguaci) e coloro che vorrebbero soggiogare o eliminare i mutanti in favore degli umani. Questi ultimi usano spesso robot, ad esempio le Sentinelle, come armi. Alcune specie sono definiti come sotto-umani, come i Morlock che si nascondono nelle fogne di New York City e sono discriminati dal mondo esterno a causa delle loro deformità mutanti. I Morlock hanno recentemente preso parte all'organizzazione terroristica conosciuta come Gene Nation.
Quando i Celestiali hanno visitato la Terra un milione di anni fa e fatto esperimenti sui cavernicoli, creano due razze diverse: gli Eterni dalla lunga vita e gli instabili geneticamente Devianti.
Nonostante siano simili agli umani, gli Eterni vivono molto di più e in comunità isolate dagli umani normali. Il tasso di natalità di questa specie è molto basso; possono incrociarsi con gli umani ma il risultato è sempre un normale umano. Nonostante ciò, gli Eterni hanno in generale protetto la razza umana, soprattutto dai Devianti. Gli Eterni hanno anche sviluppato una tecnologia avanzata.
L'Eterno Thanos merita una menzione a parte in quanto nato con una malattia genetica chiamata "sindrome deviante" che gli dona un aspetto completamente diverso dal resto della sua razza e ne amplifica enormemente i poteri. Mentre i loro cugini Eterni posseggono poteri simili a quelli degli dei e generalmente molto belli fisicamente, i Devianti si nascondono a causa delle loro mutazioni differenti da individuo a individuo, infatti alcuni Devianti estremamente mutati e deformi sono anche chiamati " I Mutati", si è scoperto che alcuni mostri della mitologia classica siano in realtà Devianti mutati. Alcuni di questi individui mutati possiedono abilità sovrumane, ma i loro poteri non sono degni di competere con quelli degli Eterni.
Oltre a questi quattro gruppi, esistono molte altre razze intelligenti sulla Terra segretamente. Tra di esse:
- Gli Inumani: un'altra razza geneticamente instabile creata da esperimenti Kree sulla razza umana molti anni fa
- I Sotterranei: una razza di umanoidi che si sono adattati a vivere sottoterra, creati dai Devianti
- L'Homo mermanus: una razza semi-umana in grado di respirare sott'acqua che vive negli Oceani terrestri

Molti di queste specie possiedono una tecnologia avanzata ma hanno vissuto nascosti all'umanità fino agli ultimi anni. Molte varianti della razza umana possono essere trovate nella Terra Selvaggia, esse sono discendenti da un gruppo di cavernicoli che era emigrato lì per sfuggire agli esperimenti dei Celestiali. Altri rimasugli degli umanoidi primitivi camminano ancora sulla Terra (-616), tra cui il neanderthaliano Missing Link, un vecchio nemico di Hulk.

### Razze aliene
L'Universo Marvel contiene anche centinaia di razze aliene intelligenti. La Terra è entrata in contatto con molte di queste perché la maggiore "deviazione iperspaziale" passerebbe attraverso il nostro sistema solare.
Le razze più famose nella Terra-616:
- I Kree, esseri molto simili agli umani ma dotati di una maggior forza in quanto il loro pianeta d'origine ha una gravità molto elevata. Inoltre la loro pelle è celeste ma alcuni di loro hanno la pelle rosa che li rende indistinguibili dagli umani. Governano la Galassia Kree (nel nostro universo "La Grande Nube di Magellano")
- Gli Skrull, esseri dotati di capacità mutaforma che governano la Galassia Skrull (La Galassia di Andromeda)
- Gli Shi'ar, esseri simili agli umani ma che discendono dagli uccelli (alcuni di loro infatti hanno artigli e altri ali). Governano la Galassia Shi'ar (si presume "La Galassia del Triangolo")
- I Chitauri, diventati famosi e successivamente introdotti nell'Universo Marvel, Terra-616, dopo il successo di The Avengers nelle sale. Inizialmente vennero presentati come la versione Ultimate degli alieni conquistatori Skrull a differenza che sono più aggressivi, ma meno intelligenti.

I primi tre sono spesso coinvolti in conflitti diretti o indiretti, che occasionalmente coinvolgono la Terra; in particolare, i Kree e gli Skrull sono antichi rivali, e la guerra tra i due imperi ha implicato gli umani in molte occasioni.
Un'altra razza aliena importante sono gli Osservatori, esseri immortali che osservano l'Universo Marvel e hanno fatto voto di non interferire con gli eventi di esso, sebbene l'Osservatore della Terra, Uatu ha violato spesso questo giuramento.
Gli Antichi dell'Universo sono antichi alieni immortali che hanno spesso influito sul corso di molti mondi da miliardi di anni, agendo da soli o in gruppo. Un potere chiamato Potere Primordiale è collegato ad essi.
Molte altre razze aliene si sono unite in un Concilio Intergalattico per avere ciascuno la sua parola riguardo ai problemi di tutti, ad esempio l'interferenza degli umani nei loro affari.
In Spider-Man: Secret Wars, il simbionte viene identificato come una forma di vita aliena da Mr. Fantastic. In seguito con Eddie Brock, diventa la creatura conosciuta come Venom, uno dei più forti nemici dell'Uomo Ragno. Venom infetta poi Cletus Cassidy, che diverrà Carnage e infetterà a sua volta Patrick Mulligan (Toxin).

### Creature sovrannaturali
Nell'Universo Marvel ci sono anche molte creature leggendarie come dei, demoni e vampiri. Gli 'dei' di molte religioni politeistiche sono esseri potentissimi, immortali e simili agli uomini provenienti da altre dimensioni che hanno visitato la Terra in tempi antichi, e sono diventati la base di molte leggende. Oltre ai gruppi di divinità mitologiche, ne sono state inventate alcune dalla Marvel, come gli Dei Oscuri, il mago Normal, i nemici degli dei di Asgard.
Da notare è il fatto che parecchi personaggi o esseri hanno preteso di essere chiamati dei durante alcune avventure; in particolare, nessuno di questi ha mai preteso di essere definito Dio, Satana o altri personaggi delle credenze ebreo-cristiane, nonostante il fatto che negli ultimi tempi siano apparsi molti angeli. Allo stesso modo i demoni sono esseri che fanno affari sfruttando la gente in difficoltà in tutto l'universo, il più importante di loro è Mefisto. Ad ogni modo, ad entità come Odino e Zeus vengono attribuiti poteri assai simili a quelli del Supremo, cioè di Dio inteso secondo la tradizione giudaico-cristiana.
La maggior parte della generazione corrente di dei si è scoperto siano i discendenti dell'Antica Dea Gaea. I due maggiori pantheon sono gli Asgardiani (dei quali è membro Thor) e gli Olimpici (dei quali è membro Ercole). I capi dei due gruppi si sono spesso uniti in associazioni come Il Concilio degli Dei o Il Concilio dei Padri del Cielo. I grandi Celestiali hanno imposto agli dei di non interagire più con gli umani moltissimi anni fa, e infatti molta gente crede che non esistano.

### Entità cosmiche
Sopra ogni essere dell'Universo Marvel ci sono le Entità Cosmiche, creature con poteri inimmaginabili (il più debole può distruggere un pianeta senza sforzo alcuno) che esistono per compiere il dovere di mantenere la vita nell'universo. Molti di loro non si preoccupano degli "esseri inferiori" come gli umani, e infatti le conseguenze delle loro azioni possono essere pericolose per i mortali. Quando feroci nemici minacciano l'integrità dell'universo, non è insolito che queste entità si radunino e discutano sul problema. Tra le più importanti entità ci sono Eternità, Morte, Infinità, Oblio, Galactus, la misteriosa Fenice e infine il Tribunale Vivente un essere onnipotente, onnipresente e onnisciente.
Sopra tutti gli Dei, le entità cosmiche e anche sopra il Tribunale Vivente esiste una sola, unica suprema creatura conosciuta come il "Supremo". Definito come il creatore della vita, questa entità governa su un regno popolato da angeli chiamato "Paradiso", nel quale vengono spedite dopo la morte le anime buone: infatti Il Supremo è simile al Dio ebreo-cristiano. Nella sua ultima apparizione, nel 2004 in una storia dei Fantastici Quattro, è stato rappresentato somigliante a Jack Kirby, che ha appunto "disegnato" l'universo Marvel. Questa creatura afferma di comunicare direttamente con un associato (plausibilmente una rappresentazione di Stan Lee), sebbene non si sa a che punto della gerarchia delle entità si trovi.

## Oggetti immaginari
- Adamantio: È una lega metallica estremamente resistente. Si possono trovare esempi di tale lega, nel rivestimento impiantato sullo scheletro di Wolverine.
- Cubo cosmico o Tesseract: potente oggetto cosmico dalla forma cubica in grado di manipolare la realtà
- Dargonite: è più duro e resistente dell'adamantio e del vibranio, In passato si pensava che fosse resistente quanto l'Uru ma poi si è scoperto che lo è ancora di più.
- Gemme dell'Infinito: Sono sei potenti manufatti con i quali è possibile forgiare il Guanto dell'Infinito, tale potere è talmente distruttivo e micidiale che solo alcuni individui possono controllarlo.
- Bifrost: il teletrasporto utilizzato dalle divinità asgardiane, controllato da un guardiano asgardiano, Heimdall, appare sotto forma di tunnel dimensionale dai colori sgargianti, in grado di trasportare chiunque dovunque nella galassia. Prende il nome dal Bifrǫst della mitologia norrena.
- Uru: metallo immaginario presente nelle storie a fumetti dell'Universo Marvel; è un materiale altamente resistente, sebbene in alcuni casi si sia dimostrata la possibilità di distruggerlo. Anche se è molto difficile forgiarlo, armi e oggetti costruiti in Uru sono resistenti alla maggior parte delle forme di danno. Una delle poche leghe in grado di distruggerlo è la Dargonite. Si trova unicamente su Asgard. Assomiglia a una pietra, ma possiede anche proprietà magiche. Sembra essere in grado di assorbire la maggior parte dell'energia, in particolar modo quella magica. L'uru è stato utilizzato per forgiare diverse armi, fra cui: il martello Mjolnir di Thor, la lancia di Odino e la spada di Heimdall.
- Vibranio: metallo dalle molteplici proprietà presente nell'immaginario stato del Wakanda, sulla montagna sacra, usata in molteplici modi dai wakandiani (artigli e armatura della Pantera Nera), dai chitauri (armi e armature), o da vari supereroi (Captain America per il suo scudo) e supercriminali.

## Cosmologia
L'Universo Marvel è parte di un multiverso, una serie di universi che coesistono ma di norma non interagiscono l'uno con l'altro. infatti l'espressione "Universo Marvel" viene solitamente usata per riferirsi alla continuity principale della Marvel. Occasionalmente, "Universo Marvel" viene usato per indicare l'intero "Multiverso Marvel". Il termine "Multiverso Marvel" si riferisce all'insieme di tutte le continuity e terre parallele all'interno delle pubblicazioni della Marvel.

### Universi/Multiversi/Terre/Continuity
La gran parte dei fumetti della Marvel si svolge nella continuity conosciuta come Terra-616, uno degli universi del multiverso. Le altre continuity sono catalogate rispetto alle differenze con quella più importante.
Le più famose Terre oltre alla 616 sono:
- Marvel Age, poi divenuta Marvel Adventures
- Era di Apocalisse (Terra-295)
- Marvel 2099 (Terra-928)
- Ultimate Marvel (Ultimaverso o Terra-1610)
- Amalgam (Terra-9602)
- Terra X (Terra-9997)
- Universo LEGO (Terra-13122)
- New Universe (Terra-15731)
- Marvel Noir (Terra-90214)
- Spider-Man di Sam Raimi (Terra-96283)
- Universo X-Men (Terra-10005)
- Amazing Spider-Man di Marc Webb (Terra-120703)
- Marvel Cinematic Universe (Terra-199999)
- Sony's Spider-Man Universe (Terra-TRN688)

Inoltre molte continuity sono trattate nelle serie What If...? e in Exiles.
Nell'Universo Marvel i termini "dimensione" e "universo" assumono significati diversi; ad esempio, personaggi come Mefisto o Cuore Nero provengono da un'altra dimensione, i Celestiali da un altro universo, ma tutti loro appartengono comunque a Terra-616. Una continuity di solito non è necessariamente associata ad una etichetta editoriale; ad esempio, mentre l'etichetta Ultimate Marvel è ambientata nella continuity di Terra-1610, le avventure di altri marchi come Epic Comics, Max Comics e Marvel UK, sono ambientate nella Terra-616.

### Dimensioni
Tra diverse continuities, esistono una grande varietà di dimensioni, a volte chiamate mini-dimensioni o dimensioni tascabili, che non sono definite come mondi a sé stanti, ma allegati ad un particolare universo. Ci sono molte dimensioni, alcune simili alla Terra altre totalmente aliene, alcune sono magiche altre "scientifiche", alcune abitate altre no. Le dimensioni collegate a Terra-616 sono il Microverso, l'Inferno, la Dimensione Darkforce, il Limbo, la Zona Negativa e molte altre.

### Tempo
Una cosa degna di nota dell'Universo Marvel è il fatto che la storia non può essere alterata - se un viaggiatore del tempo causasse un'alterazione temporale, si creerebbe semplicemente un altro universo dove la storia prosegue in maniera diversa dal normale. Esistono quindi centinaia, migliaia di diverse realtà simili a Terra-616. Non si conosce il perché di questo fatto, ma si crede che il Cristallo M'Kraan (una pietra capace di trasportare materia tra due diverse dimensioni) che si trova in una palude della Florida nell'universo base (Terra-616) sia collegato a questo fatto. Esistono alcune associazioni che si occupano di monitorare il corso del tempo come "I Corpi D'Armata di Capitan Bretagna", i "Timebreakers", e "Le Forze Militari di Kang il Conquistatore", tuttavia non tutti lavorano per scopi onesti.